# هایدلسهایم
هایدلسهایم (به فرانسوی: Heidolsheim) یک کمون در فرانسه با جمعیت ۱۷۶ نفر است که در Canton of Marckolsheim واقع شده‌است.